# Бакстер, Генри
Генри Бакстер (англ. Henry Baxter; 8 сентября 1821 — 30 декабря 1873) — американский военный, генерал федеральной армии в годы Гражданской войны в США. Знаменит участием в битве при Геттисберге, где его бригада отразила атаку бригады Иверсона, почти уничтожив эту бригаду, и потом удерживала позицию вплоть до истощения боеприпасов. Бакстер был ранен четыре раза в ходе войны. Впоследствии Грант сделал его послом в Гондурасе.

## Ранние годы
Бакстер родился в деревне Сидни-Плейнс (ныне — Сидни), в округе Делавэр, штат Нью-Йорк. Оба его деда служили в армии во время американской войны за независимость. В 1831 году Бакстер с отцом переселился в Джонсвилл в Мичигане. В 1849 году он путешествовал в Калифорнию на поиски золота, в 1852 году вернулся в Джонсвилл и стал работать мельником. Он организовал и возглавил небольшое подразделение милиции, известное, как Джонсвиллская Легкая Гвардия (Jonesville Light Guards).

## Гражданская война
Когда началась война, Бакстер, по причине наличия некоторого военного опыта, был избран капитаном роты, которая потом стала ротой «С» 7-го Мичиганского пехотного полка. Он участвовал в Семидневной битве, где был тяжело ранен. К началу сражения при Энтитеме он стал подполковником своего полка, который числился в составе дивизии Седжвика. Бакстер был ранен в ногу в этом сражении. Он ненадолго вернулся в Мичиган для поправки здоровья, а перед сражением при Фредериксберге стал командиром 7-го Мичиганского в составе бригады Нормана Холла. Полку Бакстера было поручено переправиться через реку и выбить южан-снайперов из Фредериксберга. Миссия удалась, но Бакстер был снова ранен, на этот раз в левое плечо. В марте 1863 года он вернулся в строй и 12 марта получил звание бригадного генерала. Ему была поручена 2-я бригада дивизии Джона Робинсона из федерального I корпуса (бывшая бригада Тауэра-Кристиана-Лиля).
К началу Чанселорсвиллской кампании его бригада состояла из 4 пехотных полков:
- 12-й Массачусетский пехотный полк: полковник Джеймс Бейтс
- 26-й Нью-Йоркский пехотный полк: подполковник Джилберт Дженнингс
- 90-й Пенсильванский пехотный полк: полковник Питер Лиль
- 136-й Пенсильванский пехотный полк: полковник Томас Бейн

В сражении при Чанселорсвилле его бригада задействована не была. После сражения 26-й Нью-Йоркский полк был расформирован из-за истечения срока службы.
К началу Геттисбергской кампании бригада Бакстера состояла из шести полков:
- 12-й Массачусетский пехотный полк: полковник Джеймс Бэйтс
- 83-й Нью-Йоркский пехотный полк; подполковник Джозеф Моэш
- 97-й Нью-Йоркский пехотный полк; полковник Чарльз Уиилок
- 11-й Пенсильванский; полковник Ричард Коултер
- 88-й Пенсильванский; майор Бенец Фуст
- 90-й Пенсильванский; полковник Петер Лиль

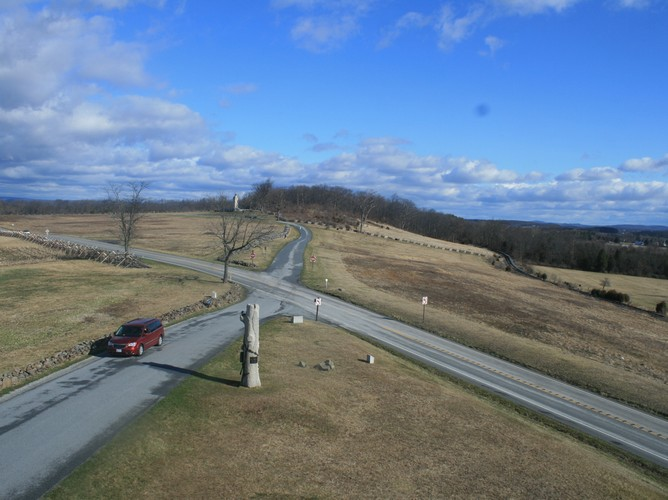
Дубовый хребет и позиция бригады Бакстера

На поле боя при Геттисберге бригада прибыла около полудня 1 июля, как раз в тот момент, когда на фланге федеральной армии появилась конфедеративная дивизия Роберта Роудса. Бакстер разместил бригаду на правом фланге, правее бригады Каттлера. Атака южан на его позиции была плохо скоординирована: сначала его атаковала бригада О’Нила, но была отбита. Вскоре после этого появилась бригада Альфреда Иверсона, идущая в наступление без стрелковой цепи — она вышла прямо под ружья людей Бакстера, залегших за каменной стеной. Северяне встали и открыли по противнику огонь, от которого бригада Иверсона потеряла за 10 минут 758 человек из 1300 и практически перестала существовать.
После реорганизации Потомакской армии а марте 1864 года Бакстер остался на должности командира бригады. Его бригаду передали 2-й дивизии V корпуса. Во время сражения в Глуши он был ранен в левую ногу. После выздоровления он участвовал в финальных боях осады Петерсберга в роли командира бригады 3-й дивизии V корпуса. 24 августа 1865 года Бакстер уволился из рядов добровольческой армии. 31 мая 1866 года президент Джонсон представил Бакстера к награде в виде временного звания генерал-майора. Сенат утвердил награждение 23 июля 1866 года.

## Послевоенная деятельность
В 1869 году президент Грант назначил Бакстера послом в Гондурасе. В 1872 году он вернулся домой и в 1873 году умер от пневмонии. Похоронен в Джонсвилле.